# بئر هانغ لي بوه
بئر هانغ لي بوه المعروف ايضاً بإسم بئر الملك، هو بئر تاريخي يقع في مدينة ملقا الواقعة في ماليزيا. يُعتبر أقدم بئر في ماليزيا، حيث تم إنشاؤه خلال القرن الخامس عشر أثناء حكم سلطنة ملقا. يُقال أن البئر قد بُني خصيصاً لإستخدام الأميرة الصينية هانغ لي بوه، التي أرسلها إمبراطور سلالة مينغ الصينية للزواج من السلطان منصور شاه كجزء من التحالف الدبلوماسي بين الصين وملقا. كان البئر مصدراً رئيسياً للمياه العذبة في المدينة، ويُعتقد انه لم يجف ابداً حتى خلال فترات الجفاف. في العصور الإستعمارية إستخدمه البرتغاليون والهولدنيون كمصدر للمياه. يعد اليوم معلماً تاريخياً يجذب الزوار والسياح المهتمين بتاريخ ملقا وتراثها الثقافي.

## التاريخ
تم بناء البئر عام 1459 على يد أتباع هانغ لي بوه ليكون المصدر الرئيسي للمياه في المدينة. بعد إحتلال البرتغاليين لملقا عام 1511، قاموا بتأمين البئر واستخدامه كمصدر أساسي للمياه. في عام 1677 بعد سيطرة الهولنديين على ملقا، أحاطوه بجدران من الطوب الصلب لحمايته. خلال فترة الحكم البريطاني أُهمل البئر وتعرض للتدهور. في الوقت الحاضر لم تعد مياه البئر نظيفة كما كانت في السابق. وأصبج البئر بمثابة بئر أمنيات للزوار.